# Нови савез Косова
Нови савез Косова (алб. Aleanca Kosova e Re; скраћено НСК (AKR)) либерална је политичка странка у Републици Косово. Основана је 3. маја 2006. године, а основао ју је Бехђет Пацоли.

## Резултати на изборима
| Година | Гласови       | %             | Мандати  | Мандати за Албанце | Место | +/– | Влада            |
| ------ | ------------- | ------------- | -------- | ------------------ | ----- | --- | ---------------- |
| 2007.  | 70.165        | 12,3%         | 13 / 120 | 13 / 100           | 3.    | 13  | опозиција        |
| 2010.  | 50.951        | 7,29%         | 8 / 120  | 8 / 100            | 5.    | 5   | коалициона       |
| 2014.  | 34.170        | 4,67%         | 0 / 120  | 0 / 100            | 7.    | 8   | ванпарламентарна |
| 2017.  | део коалиције | део коалиције | 4 / 120  | 4 / 100            | 3.    | 4   | коалициона       |
| 2019.  | део коалиције | део коалиције | 2 / 120  | 2 / 100            | 6.    | 2   | владина подршка  |
| 2021.  | део коалиције | део коалиције | 1 / 120  | 1 / 100            | 3.    | 1   | опозиција        |